# Велика галерея еволюції
Велика галерея еволюції (фр. Grande galerie de l'évolution) є частиною Національного музею природознавства в Парижі. Музей ілюструє розмаїття видів та еволюцію живої природи.

## Історія музею
У рамках програми оновлення Музею природознавства, Велика галерея еволюції отримала додаткове приміщення, в якому розмістилася дитяча галерея розмаїття живої природи. Галерея містить розділи, присвячені природі міста, річки й тропічного лісу. Відкриття галереї відбулося 2010 року.

## Основна експозиція

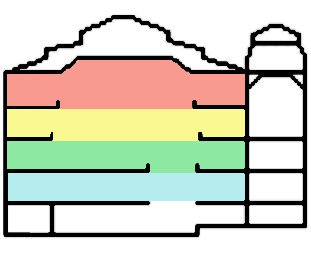
План будівлі Галереї еволюції в розрізі

Колекція загальною площею 6000 м ² поділена на 3 частини:
|  | Різноманітність тваринного світу (1-й і 2-й поверхи музею). |
|  | Вплив людини на природне середовище (третій поверх).        |
|  | Еволюція життя (4-й поверх).                                |

У березні 2008 року колекція (вперше у світі) поповнилася гігантським кальмаром. Названий «Wheke» («кальмар» мовою маорі), цей гігант довжиною 6,5 м, був спійманий в 2000 році біля Нової Зеландії, яка подарувала його Франції. Після довгої роботи з пластифікації кальмара — заміни органічної рідини силіконом (лише очі в нього штучні) — він прикрасив Галерею еволюції.

### Розмаїття тваринного світу

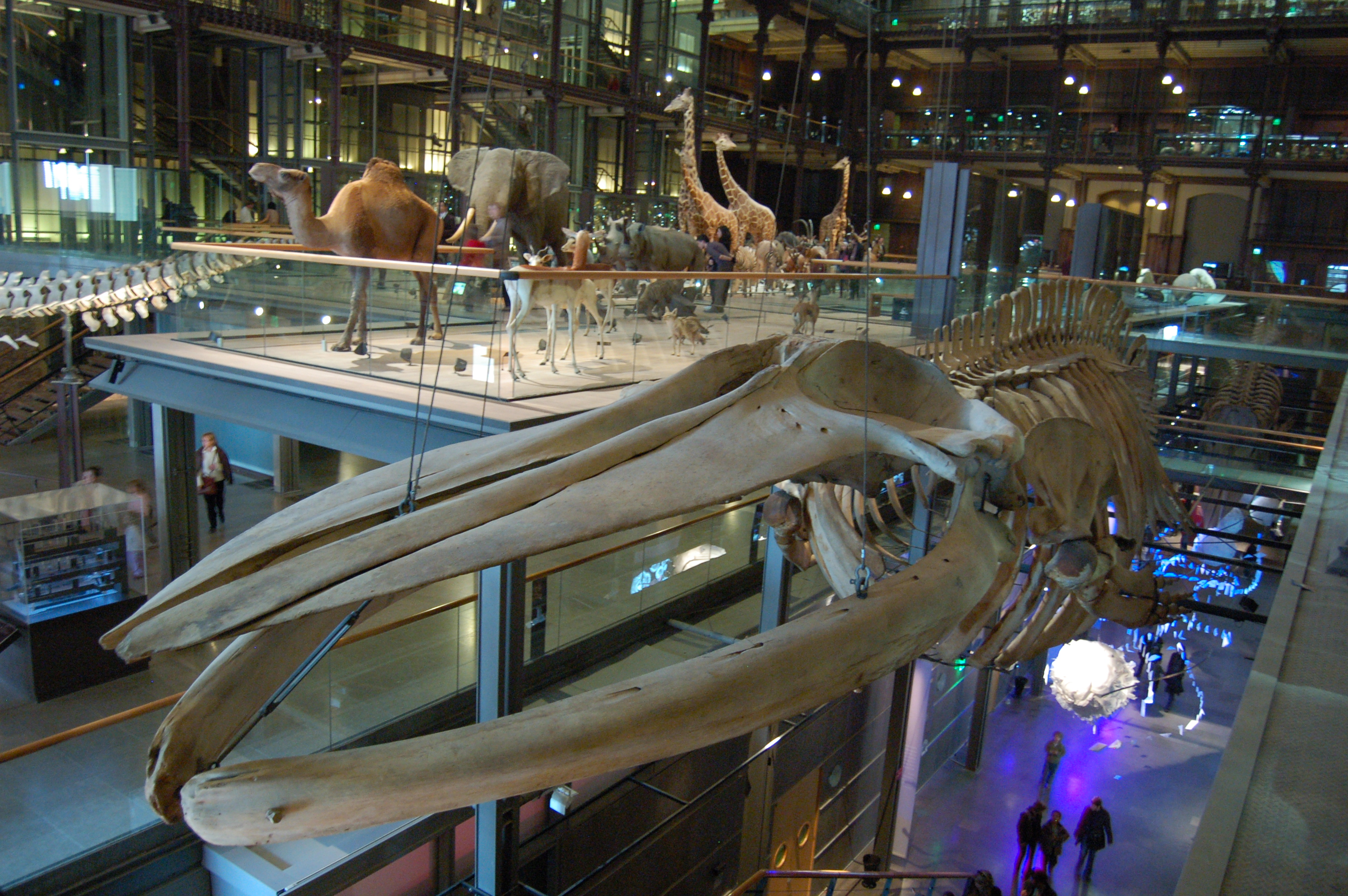
На передньому плані кістяк кита

Перший поверх музею присвячено морським мешканцям. Живі організми згруповані за середовищем проживання:
- Глибини океанів
- Коралові рифи
- Морські глибини
- Підводні гарячі джерела
- Прибережні води
- Арктика та Антарктика

Другий поверх присвячений організмам, що живуть на суші:
- Тропічні ліси Америки
- Африканська савана
- Флора і фауна французьких заповідників
- Арктика та Антарктика
- Сахара
- Класифікація видів
- Таксидермія (про колекцію)

### Вплив людини
Третій поверх музею присвячений впливові людини на живі організми та їхню еволюцію. Експонати поділяються за такими темами:
- Полювання, риболовля, збирання — доісторична активність людини.
- Приручення домашніх тварин, штучний добір.
- Подорожі й колонізація нових територій.
- Зміна ландшафту.
- Забруднення навколишнього середовища.
- Комплексний вплив окремих чинників.
- Сьогоднішній стан та прогноз на майбутнє.

### Еволюція життя
Цей розділ музею представляє еволюцію життя на Землі від клітини до людини. Експозиція зрупується навколо таких тем:
- Історія уявлення людини про еволюцію.
- Спадковість і розмноження, погляд генетики на процес еволюції.
- Будова клітини, уявлення про структуру ДНК.
- Природний добір.
- Відновлення минулого, внесок палеонтології, молекулярної біології та порівняльної анатомії.
- Етапи еволюції — основні події еволюції життя: вихід на суходіл, поява теплокровних тощо.
- Сучасний погляд на еволюцію, останні відкриття генетики.

### Додаткові зали
У залі тварин, яким загрожує зникнення, зібрано 257 тварин, занесених до Червоної книги.
Ще один зал (зал відкриттів) містить різноманітні ігри, макети та інші педагогічні матеріали, які дозволяють дітям краще засвоїти поняття еволюції.

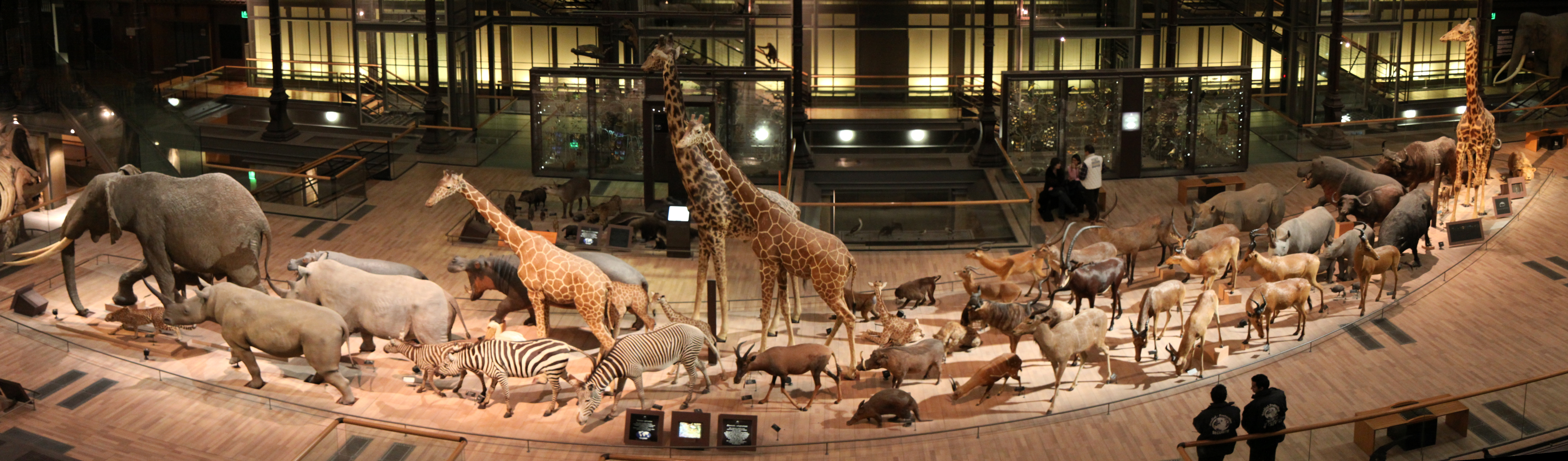
Панорама Великої галереї еволюції

## Практична інформація
Галерея знаходиться на території паризького Саду рослин, найближчі станції метро — Austerlitz і Jussieu.
Час роботи: 10:00 — 18:00, музей закритий по вівторках і 1 травня.